# Список флагов Украины

## Государственные флаги Украины

Флаг Украины
Вертикальное расположение флага в виде стяга (баннера)

Штандарт Президента Украины

## Флаги регионов Украины и Автономная Республика Крым и Севастополь

### Города со специальным статусом

Флаг Киева
Флаг Севастополя

### Области
| Флаг                           | Область                   | Дата принятия                                               | Краткое описание |
| ------------------------------ | ------------------------- | ----------------------------------------------------------- | --- |
| Флаг Винницкой области         | Винницкая область         | 18.07.1997                                                  | Флаг представляет собой прямоугольное полотнище синего цвета с соотношением сторон 2:3 (по эталону). В центре флага расположены символы Подолья: золотое солнце Брацлавщины (Восточное Подолье) и серебряный крест с синим щитом, на котором расположен серебряный месяц. На расстоянии 0,1 от краёв полотнища вверху и внизу изображены две красные полосы (каждая шириной 0,1). Древко флага (длина — 2,5 м, диаметр — 5 см) окрашено в желтый цвет. Верхушка древка флага увенчана металлической маковницей (шаровидным наконечником желтого цвета) который крепится на базу того же цвета. |
| Флаг Волынской области         | Волынская область         | 4 ноября 1997 (пропорция 5:7) 16 марта 2004 (пропорция 2:3) | Это полотнище красного цвета (если точнее, цвета спелой вишни) с соотношением сторон 2:3. В центре изображён равнораменный крест белого (серебряного цвета), который касается краёв флага. По форме крест похож на скандинавский. В правом верхнем углу изображён один из исторических крестов Волыни времён XV—XVIII веков (т. н. лапчатый крест). |
| Флаг Днепропетровской области  | Днепропетровская область  | 19.03.2002                                                  | Флаг представляет собой прямоугольное полотнище с правосторонней перевязью, которая делит полотнище на синюю (вверху справа) и белую (внизу слева) части. Изображения на флаге повторяют графические элементы Малого герба Днепропетровской области (девять звёзд на синей части и казак с мушкетом на левой части). Крепление полотнища осуществлено с помощью золотых гвоздей. Верхушка древка флага увенчана набалдашником в виде металлического изображение малого герба Днепропетровской области. |
| Флаг Донецкой области          | Донецкая область          | 17.08.1999                                                  | Полотнище флага прямоугольное. Соотношение сторон 2:3 . Полотнище разделено горизонтально. Верхнее поле синего цвета, на нём изображено восходящее солнце с расходящимися лучами. Это символизирует расположение Донецкой области на востоке Украины. У солнца 12 лучей. Нижнее поле чёрного цвета, на нём изображены пять жёлтых овалов, которые располагаются один под другим. Чёрный цвет поля одновременно символизирует уголь, как основу основной отрасли Донецкой области и Азовское море (жёлтые овалы — отражение солнца в воде). Автор флага — Нина Григорьевна Щербак, жительница Донецка[1]. |
| Флаг Житомирской области       | Житомирская область       | 18.07.2003                                                  | Представляет собой прямоугольное полотнище красного цвета с соотношением сторон 2:3, в центре которого размещён герб Житомира, наложенный на прямой крест жёлтого цвета. Высота герба составляет 0,4 высоты полотнища, ширина герба — 2/9 ширины полотнища. Ширина стороны креста составляет 1/18 ширины полотнища. |
| Флаг Закарпатской области      | Закарпатская область      |                                                             | |
| Флаг Запорожской области       | Запорожская область       |                                                             | |
| Флаг Ивано-Франковской области | Ивано-Франковская область |                                                             | |
| Флаг Киевской области          | Киевская область          |                                                             | |
| Флаг Кировоградской области    | Кировоградская область    |                                                             | |
| Флаг Луганской области         | Луганская область         |                                                             | Флаг области представляет собой кобальтового цвета полотнище прямоугольной формы с соотношением сторон 1:1,5. В левой от древка части изображён малый герб (малый щит) Луганской области. Знамя представляет собой полотнище кобальтового цвета размером 110 × 165 см (с припуском 15 см на карман для древка). В верхней левой четверти полотнища — окружность радиусом 20 см, центр которой находится в пересечении осей — от левой кромки флага — 49 см, от верхней кромки — 39 см. По периметру окружности звёзды диаметром 4 см, касающиеся плечами окружности образуя диск из 17 золотых и 14 белых звёзд, символизирующих 17 районов и 14 городов области. В центре диска — малый щит — малый герб Луганской области, выполненный в пропорциях и цветовом решении утверждённого герба. Атрибутика знамени выполняется вышивкой шёлком и люрексом (канителью). |
| Флаг Львовской области         | Львовская область         |                                                             | |
| Флаг Николаевской области      | Николаевская область      |                                                             | |
| Флаг Одесской области          | Одесская область          |                                                             | |
| Флаг Полтавской области        | Полтавская область        |                                                             | |
| Флаг Ровненской области        | Ровненская область        |                                                             | |
| Флаг Сумской области           | Сумская область           |                                                             | |
| Флаг Тернопольской области     | Тернопольская область     |                                                             | |
| Флаг Харьковской области       | Харьковская область       |                                                             | |
| Флаг Херсонской области        | Херсонская область        |                                                             | |
| Флаг Хмельницкой области       | Хмельницкая область       |                                                             | |
| Флаг Черкасской области        | Черкасская область        |                                                             | |
| Флаг Черниговской области      | Черниговская область      |                                                             | |
| Флаг Черновицкой области       | Черновицкая область       |                                                             | |

### Автономия

Флаг Автономной Республики Крым